# Dopływ spod Mniszkowa
Dopływ spod Mniszkowa (Hutniczy Potok) – potok w Sudetach Zachodnich, w Rudawach Janowickich, lewy dopływ Janówki, o długości około 3,6 km.
Źródła potoku znajdują się w masywie Wołka, na północnych zboczach Małego Wołka, poniżej Polany Mniszkowskiej w południowo-zachodniej części wsi Mniszków. Początkowo płynie na północ, skręca na północny zachód Żużlową Doliną, oddzielającą Zamkowy Grzbiet i Hutniczy Grzbiet. Powyżej Janowic Wielkich wpada do Janówki.

## Nazwa
Potok określany jest jako bezimienny, zwany Dopływem spod Mniszkowa, w Słowniku Geografii Turystycznej Sudetów jest nazywany Hutniczym Potokiem. Nieopodal przez Mniszków płynie inny Hutniczy Potok (zwany też Miedzianym Potokiem), którego źródła znajdują się w pobliżu Dopływu spod Mniszkowa.